# Physaria geyeri
Physaria geyeri är en korsblommig växtart som först beskrevs av William Jackson Hooker, och fick sitt nu gällande namn av Asa Gray. Physaria geyeri ingår i släktet Physaria och familjen korsblommiga växter.

## Underarter
Arten delas in i följande underarter:
- P. g. geyeri
- P. g. purpurea